# Veenai Dhanammal
Veenai Dhanammal ou Vina Dhanammal (tamoul : வீணை தனம்மை தனம்மாள்), née en 1867, morte en 1938, est une musicienne indienne. Elle a transmis, par ses interprétations, par ses enregistrements, et par son enseignement, une partie de la tradition de la musique carnatique. Elle était à la fois chanteuse et interprète sur un instrument à cordes, la veena ou vînâ saraswati (variante de cet instrument utilisée en Inde du Sud). Le préfixe "Veenai" dans son nom est un indicateur de sa maîtrise exceptionnelle de cet instrument.

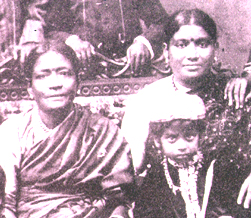
Veenai Dhanammal (à gauche) avec sa fille T. Lakshmirathnam et son petit-fils, vers 1910-1915.

## Biographie
Dhanammal est née à George Town, un quartier historique de Madras (aujourd'hui Chennai), près du Fort Saint George (la première forteresse de l'Inde anglaise). Elle est issue d’une famille de musiciens et danseurs professionnels. Sa grand-mère Kamakshi était une danseuse réputée, et sa mère était une chanteuse qui s'est formée auprès de Subbaraya Sastri, le fils de Syama Sastri, un compositeur important de musique carnatique.
En plus de la formation dispensée par les membres de sa famille, Dhanammal a également appris auprès d’autres maîtres, tels que Walajapet Balakrishna Das, un musicien aveugle qui était le dépositaire des padams (une forme de composition musicale) du poète télougou Kshetrayya (en), et Satanur Pancanatha Iyer.
Elle joue de la vînâ sans plectre, ou onglet, conservant ainsi au pincement de la corde toute la subtilité possible. Elle s’accompagne souvent uniquement de son propre chant. Son style personnel, connu sous le nom de Veenai Dhanammal bani, est toujours considéré comme une référence en termes de respect de la tradition et de profondeur de l'expression musicale. Sa musique a fait l’objet d’un ensemble d'enregistrements historiques, sur 78 tours Columbia Records. Son impact pérenne est attribué à l'étendue de son répertoire, et au raffinement de son jeu.
Musiciens, critiques et compositeurs tiennent à assister à ses récitals privés. Les soirées musicales du vendredi de Dhanammal à George Town attirent alors les plus illustres et talentueux membres de la communauté artistique de Madras.
De nombreuses musiques ont été composées pour elle, ou inspirées par elle, par des musiciens indiens connus tels que Tiruvottriyur Tyagayyar (en), et surtout Dharmapuri Subbarayar (en). Ces compositions ont été préservées, enseignées et publiées par ses petits-enfants, T. Sankaran, T. Balasaraswati, T. Muktha, T. Brinda et T. Viswanathan,.
Un timbre-poste commémoratif a été émis à son effigie, en Inde, le 3 décembre 2010.